# Fortini della Fame

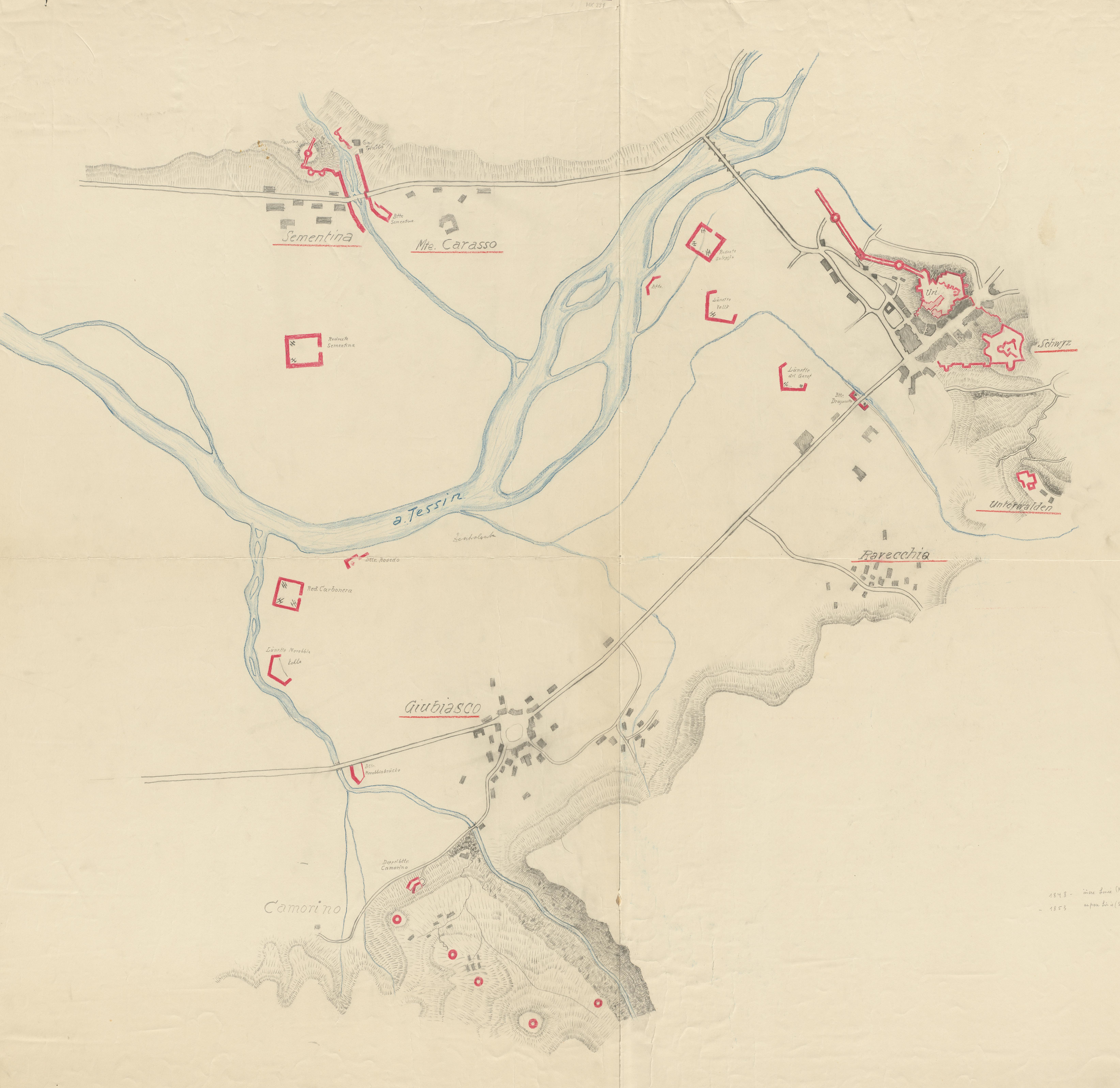
Befestigungen Bellinzona und Umgebung um 1900

Die Fortini della Fame (dt. Hungerfestungen) gehören zu einer militärischen Verteidigungslinie aus der Mitte des 19. Jahrhunderts im Schweizer Kanton Tessin. Sie führt durch die Magadinoebene von Camorino nach Sementina und Monte Carasso. Die beiden Verteidigungslinien (Dufourbefestigungen) entlang der Flüsse Sementina und Morobbia wurden im Auftrag des 1848 gegründeten Bundesstaates Schweiz gebaut.

## Vorgeschichte
In den 1850er-Jahren drohte der junge Schweizer Bundesstaat und der Kanton Tessin in einen Konflikt im Zusammenhang mit der Bildung (Risorgimento) eines unabhängigen Nationalstaates in Italien hineingezogen zu werden. Das Lombardo-Venezianische Königreich gehörte von 1815 (Wiener Kongress) bis 1859/1866 zur Habsburgermonarchie. Weil die Tessiner Bevölkerung trotz grosser Armut rund 20'000 politischen Flüchtlingen und Revolutionären aus der Lombardei Zuflucht gewährt hatte, befürchtete man, dass Österreich als Vergeltungsmassnahme von der Lombardei her den Kanton Tessin angreifen könnte.
Der erst im November 1848 konstituierte Bundesrat war in dramatische Auseinandersetzungen mit Mailand und Wien verwickelt, weil zum Beispiel Giuseppe Mazzini seine Aktionen weiterhin auf Schweizer Boden vorbereitete. Nach dem von Mazzini organisierten blutigen Aufstandsversuch vom 6. Februar 1853 in Mailand verhängte Österreich eine Handelsblockade gegen die Schweiz, schloss die Grenzen und wies über 6000 Gastarbeiter aus dem Tessin aus. Dies betraf 800 Spinnerinnen aus der Landvogtei Mendris, 600 Kaminfeger aus dem Verzascatal, 400 Kupferschmiede und Klempner aus dem Valcolla sowie Schokoladenhersteller und Marroniverkäufer aus dem Bleniotal. Zusätzlich hatte sich im Tessin seit 1845 eine Kartoffelkrankheit ausgebreitet, die eine Lebensmittelknappheit verursachte und viele Menschen hungern liess.

## Festungsbau
In Anbetracht der Bedrohungslage und zur Bekämpfung der Arbeitslosigkeit und Hungersnot veranlasste der Bundesstaat Schweiz im Jahr 1853 südlich von Bellinzona den Bau eines Teilstücks der Befestigungslinie, die vom (im Sonderbundskrieg bekannt gewordenen) General Guillaume-Henri Dufour entworfen worden war. Rund 500 arbeitslose Tessiner, die 1853 aus dem Lombardo-Venezianischen Königreich ausgewiesen worden waren, bauten während zwei Jahren (1853–1854) an den Festungen.

## Festungsabschnitt Camorino

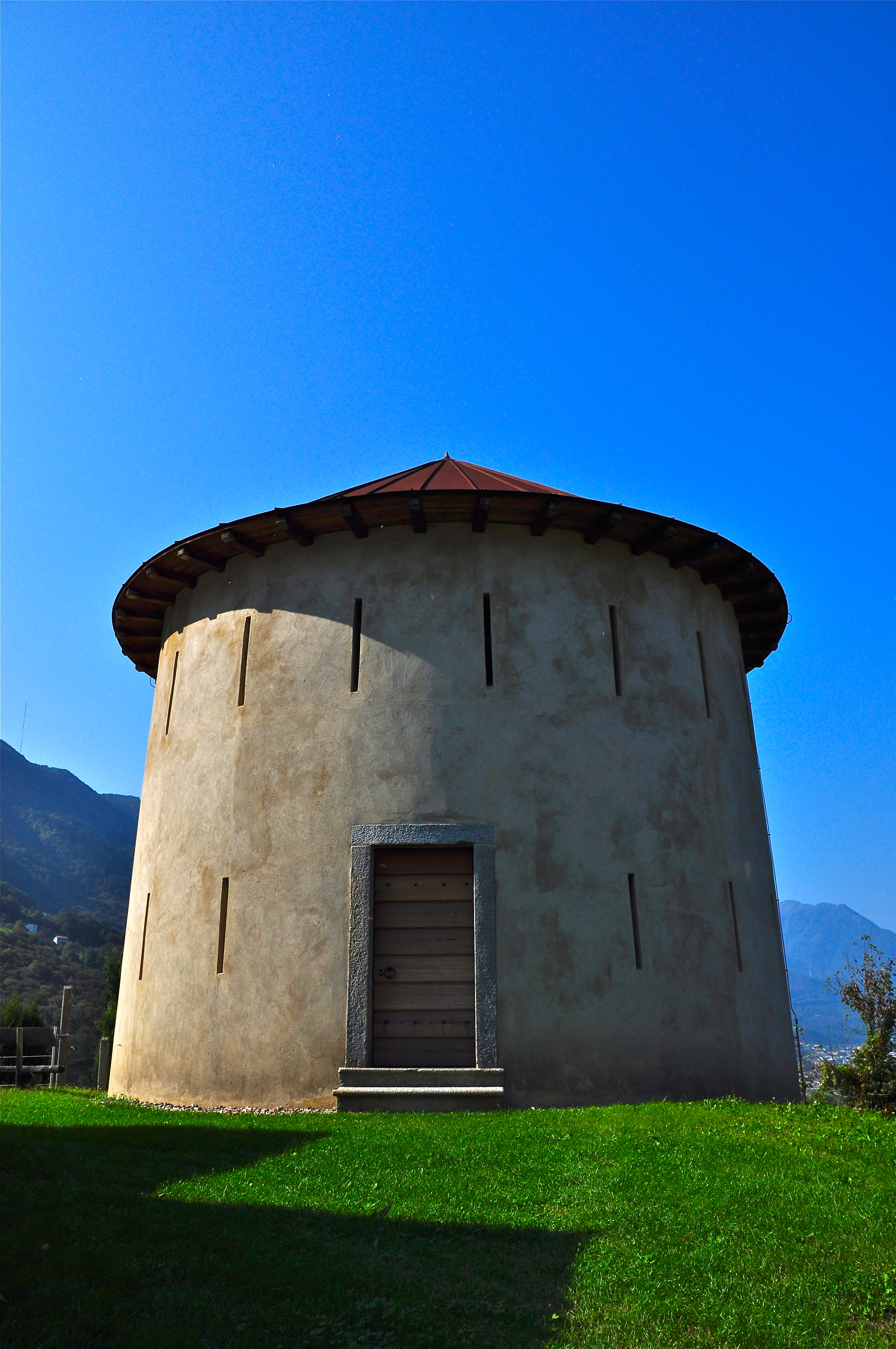
Turm 1: Ai Scarsitt ⊙
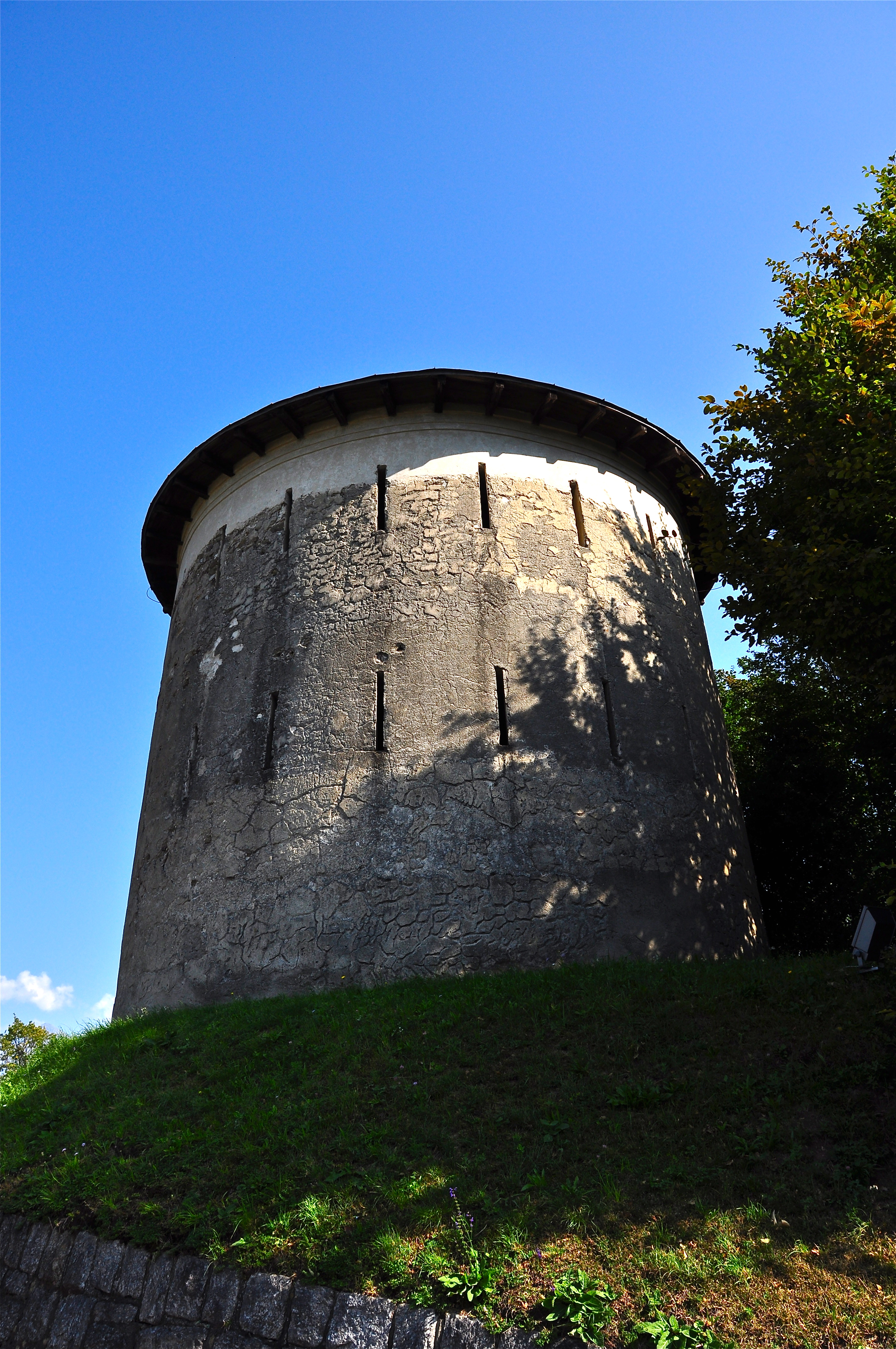
Turm 2: Ai Munt ⊙
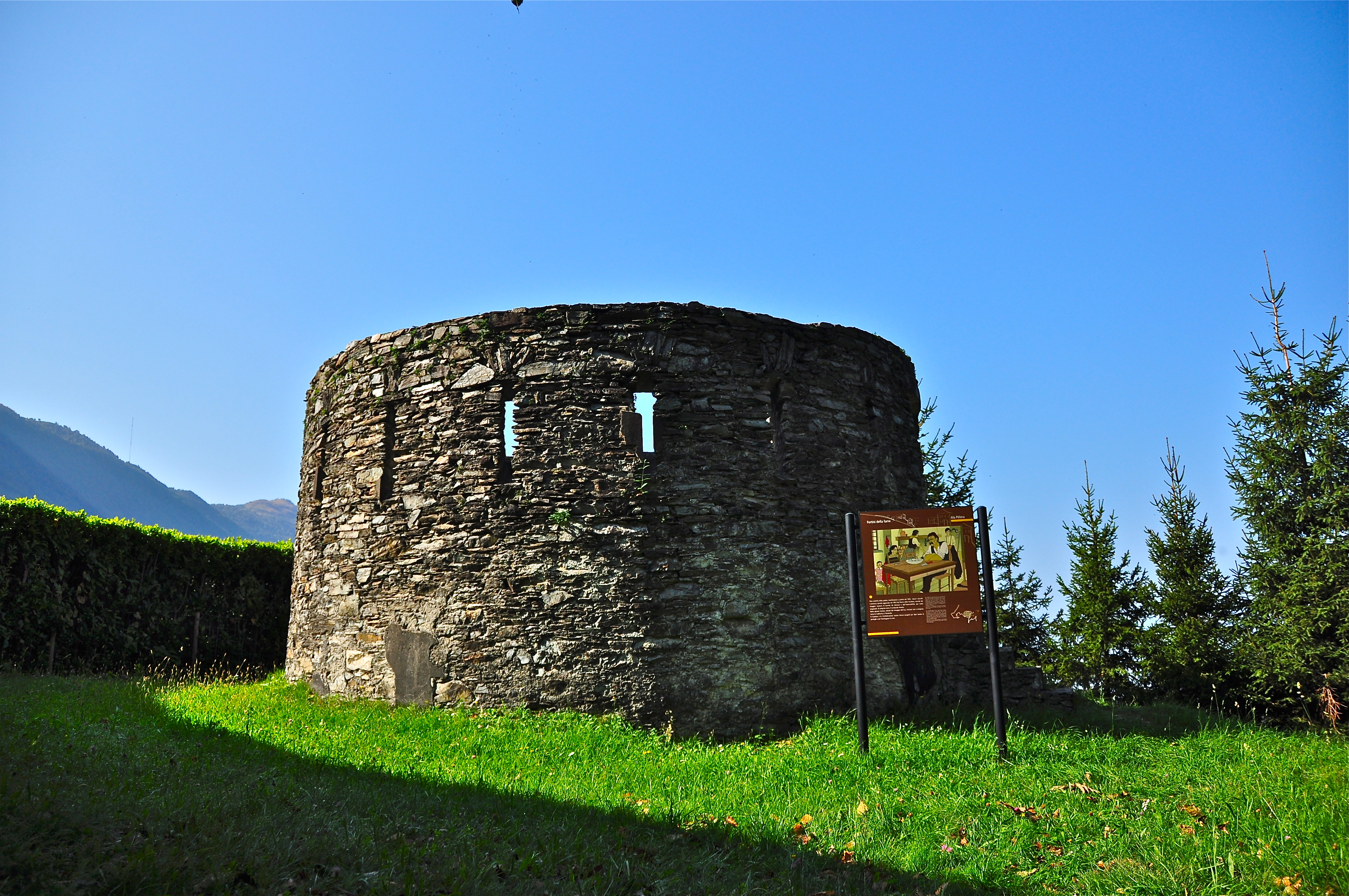
Turm 3: Ala Pélera ⊙
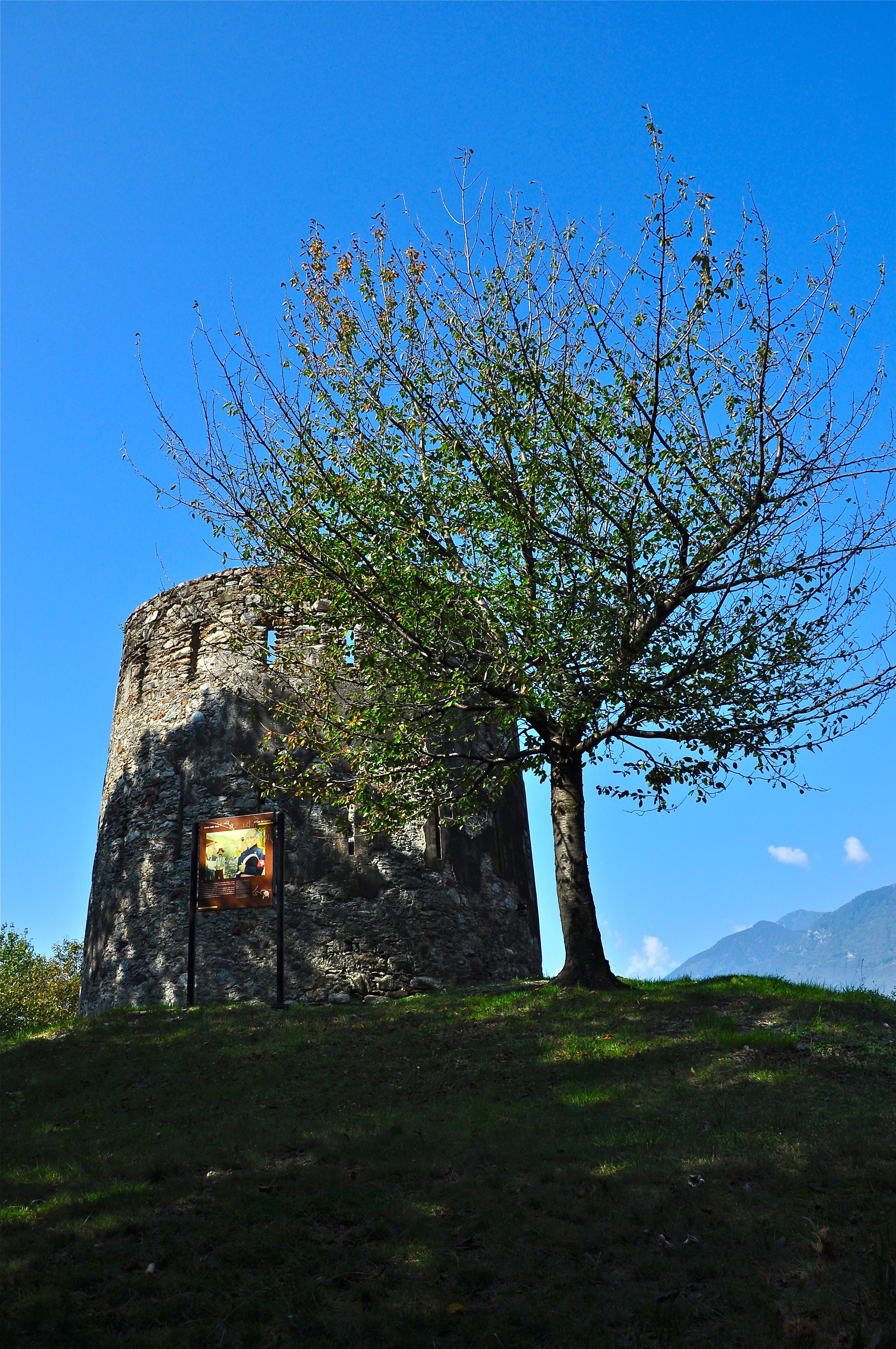
Turm 4: Sasso Camozzo ⊙
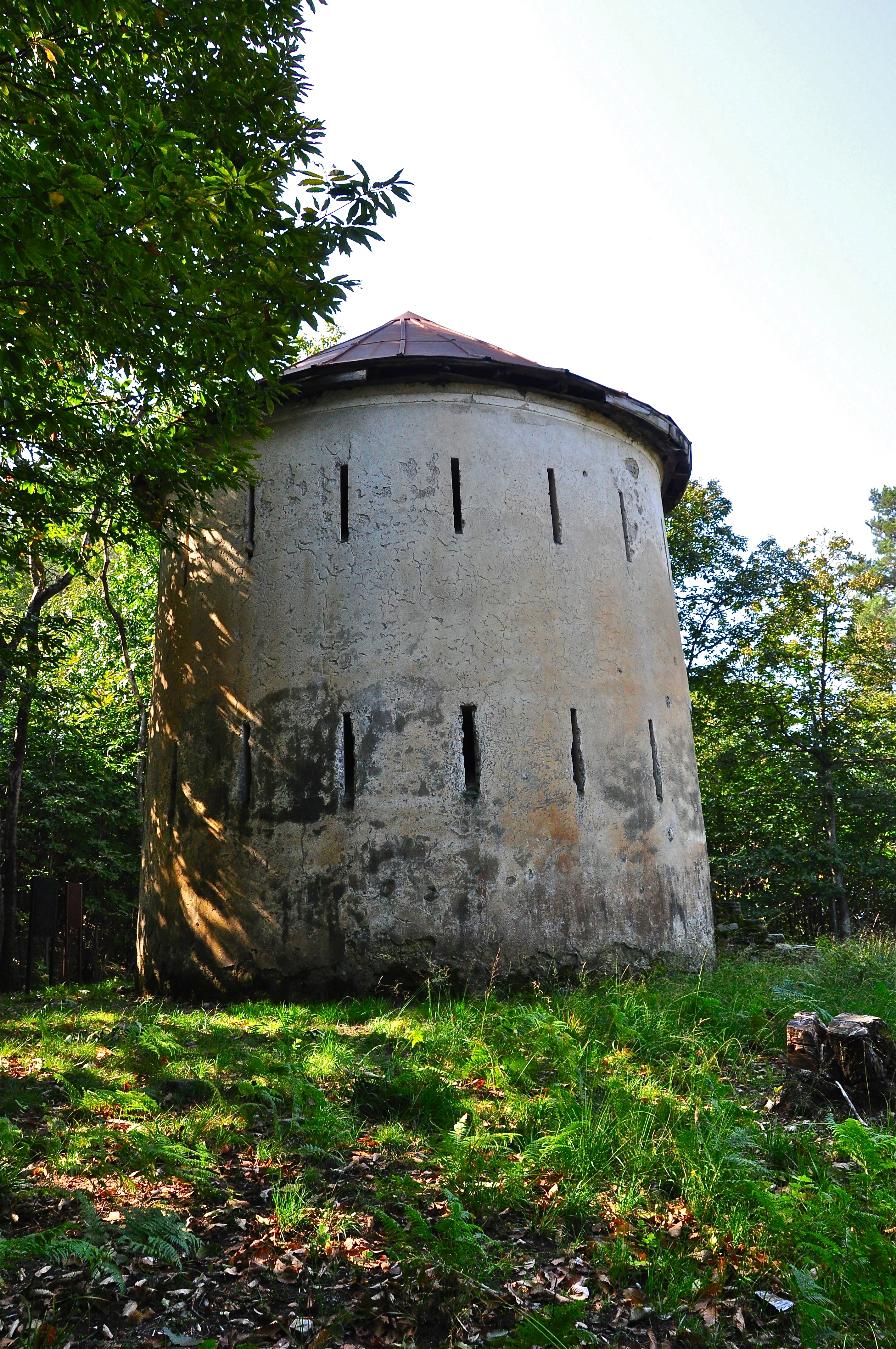
Turm 5: Piano delle Borre ⊙

## Festungsabschnitt Sementina, Monte Carasso

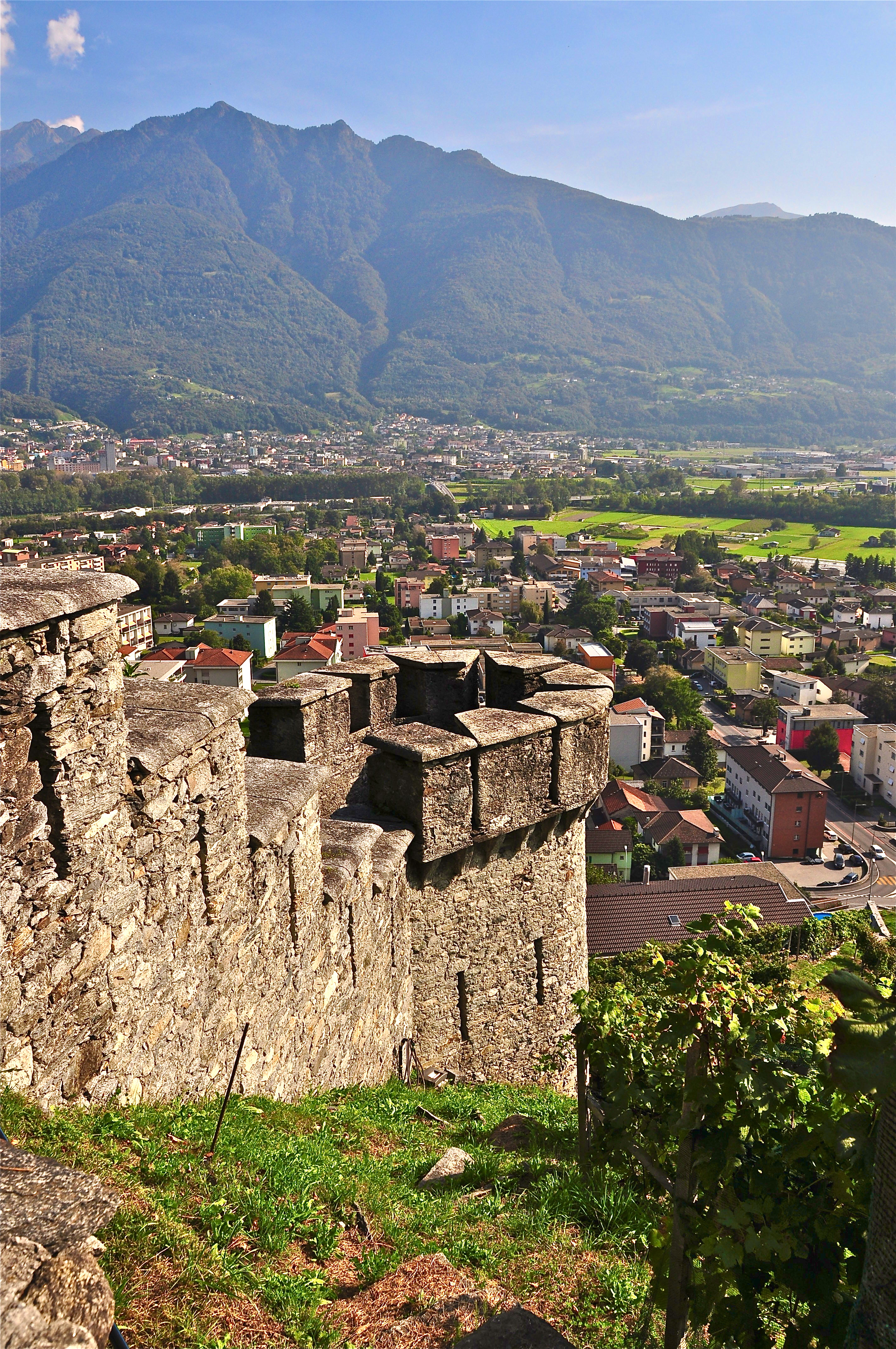
Torre della murata, Beobachtungsturm, Sementina. Auf der gegenüberliegenden Talseite sind die Türme von Camorino erkennbar. ⊙
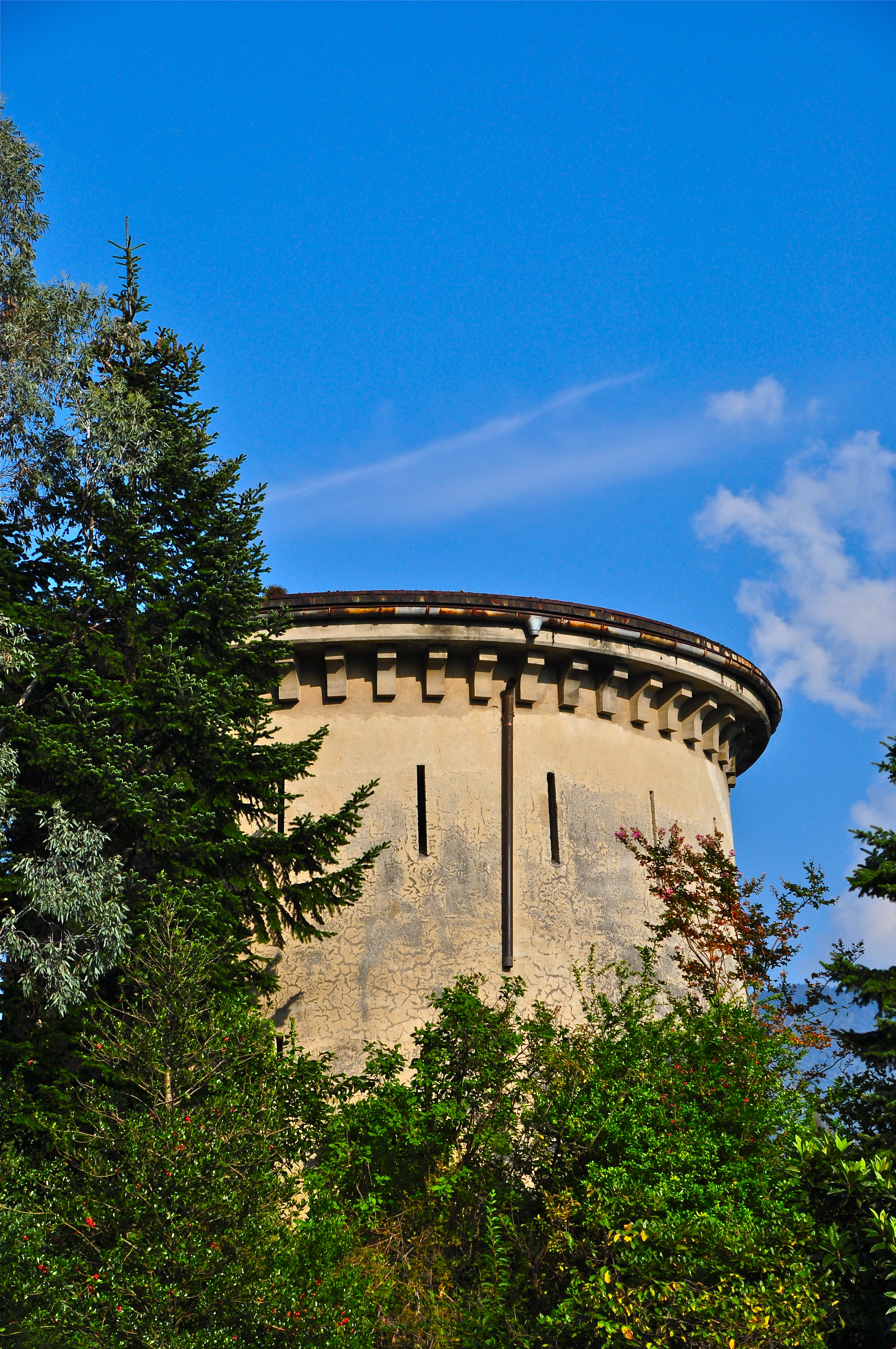
Turm, Sementina ⊙
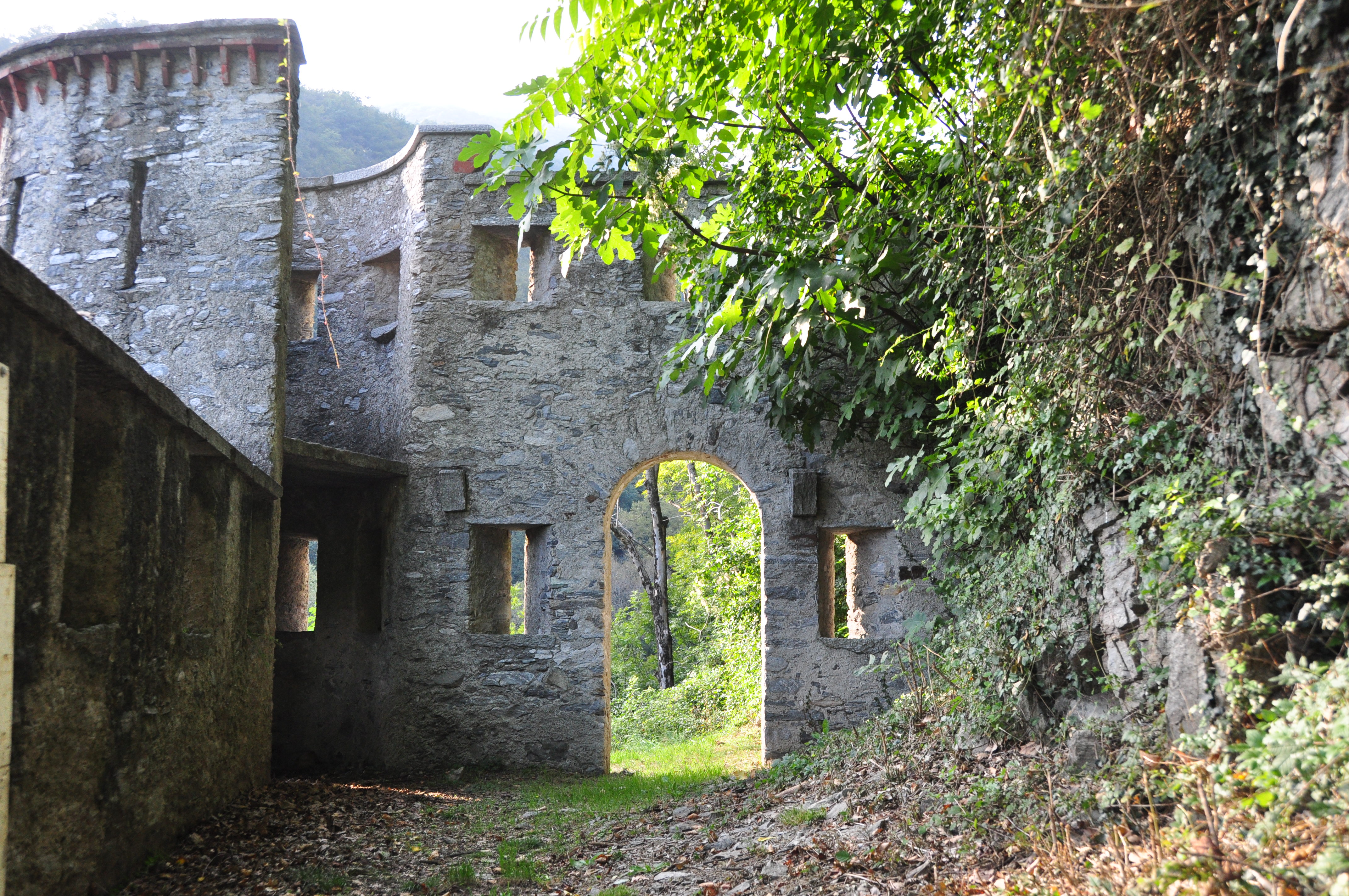
Mauer und Tor, Monte Carasso ⊙
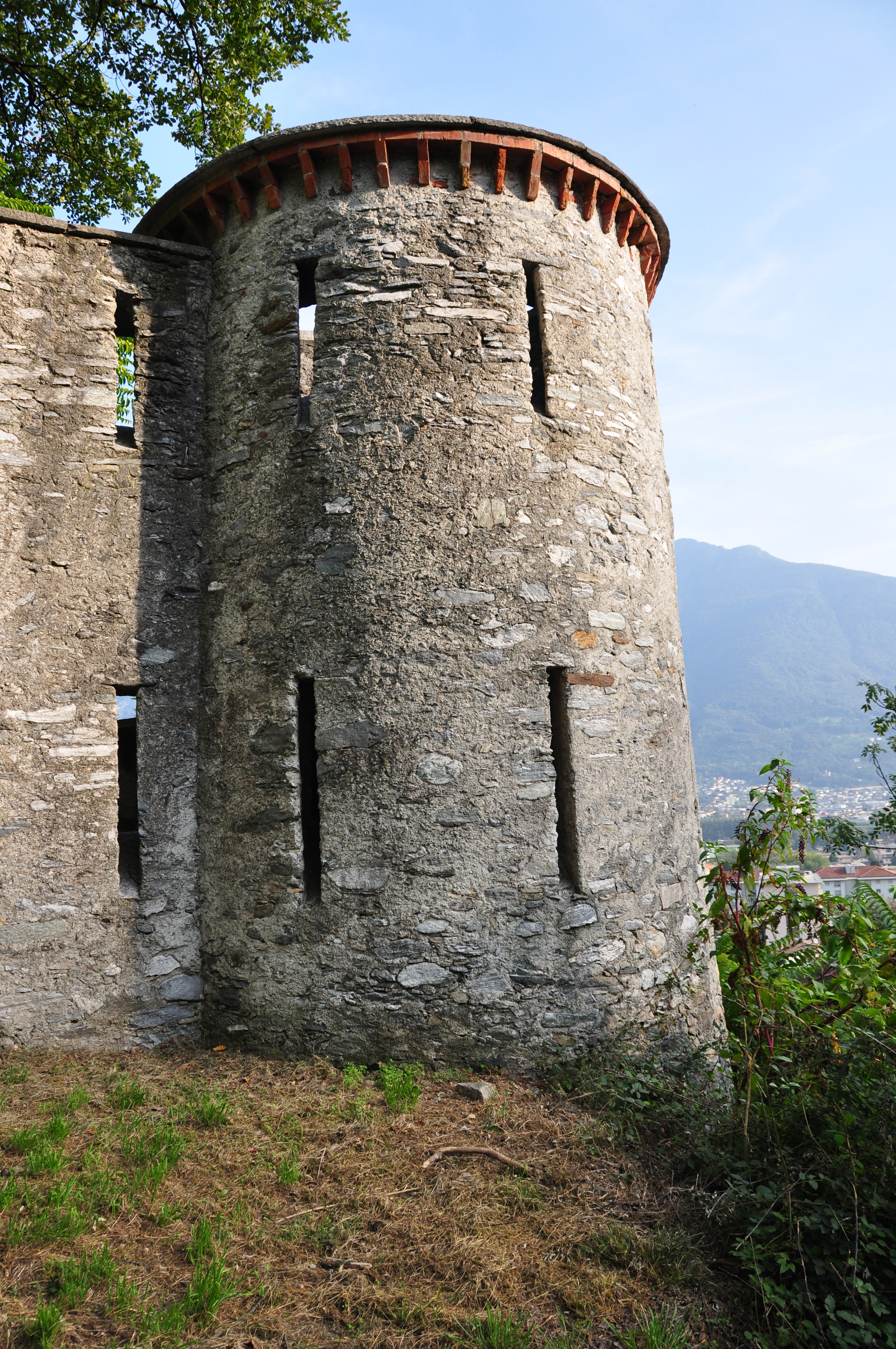
Turm, Monte Carasso ⊙
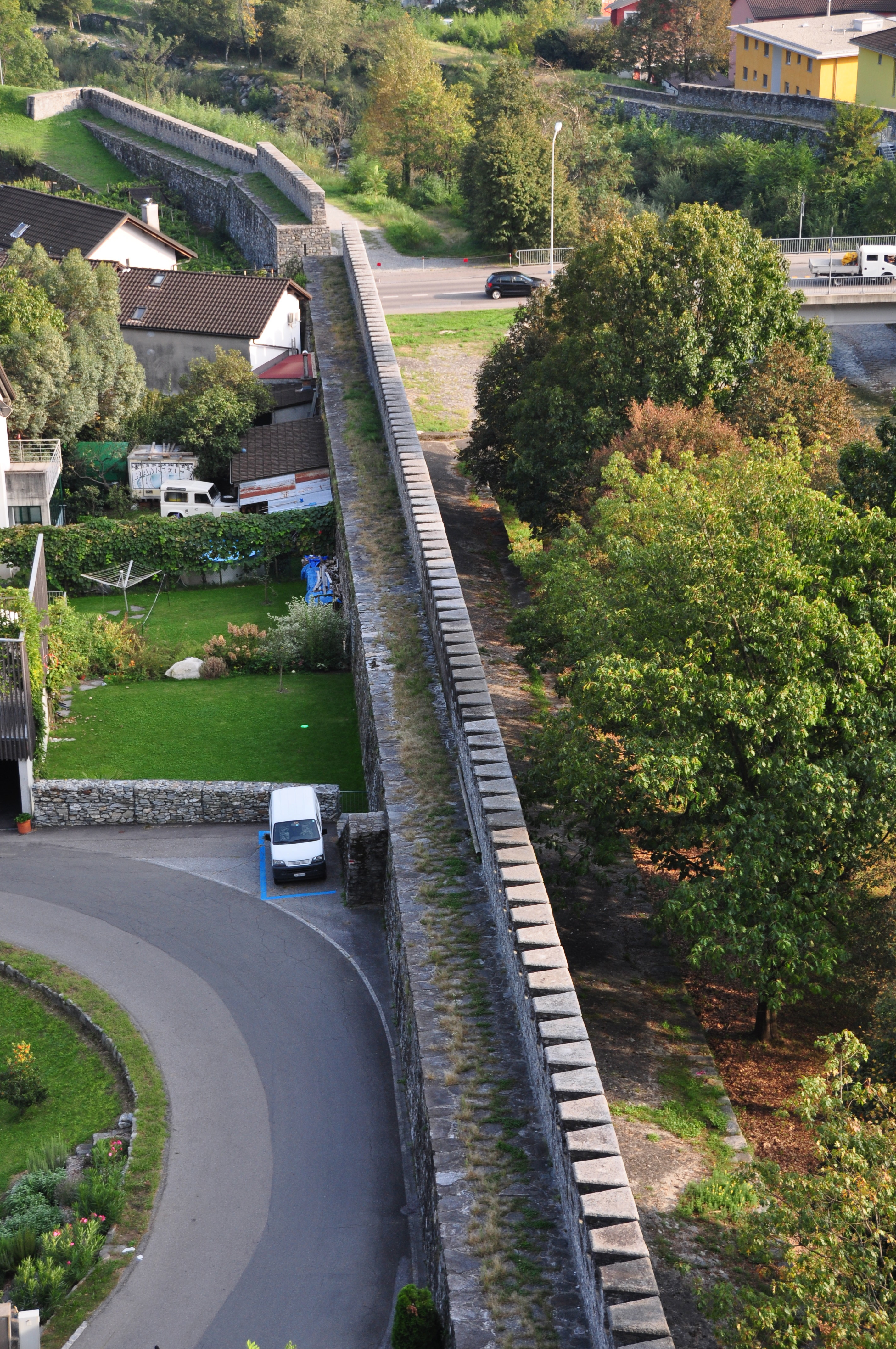
Dufourlinie, Monte Carasso ⊙

## Sperrstelle Camorino
Während des Ersten Weltkriegs wurde im Schlüsselraum Süd die Fortifikation Bellinzona ausgebaut.
Mit der Armee 61 wurde in den 1990er-Jahren die Sperrstelle Camorino mit zwei Centi Bunkern zur Panzerabwehr eingerichtet.
- 10.5 cm Centi Bunker San Martino Nord A 8029 	⊙
- 10.5 cm Centi Bunker San Martino Süd A 8030  ⊙